# Krzysztof Pawłowski (fizyk)

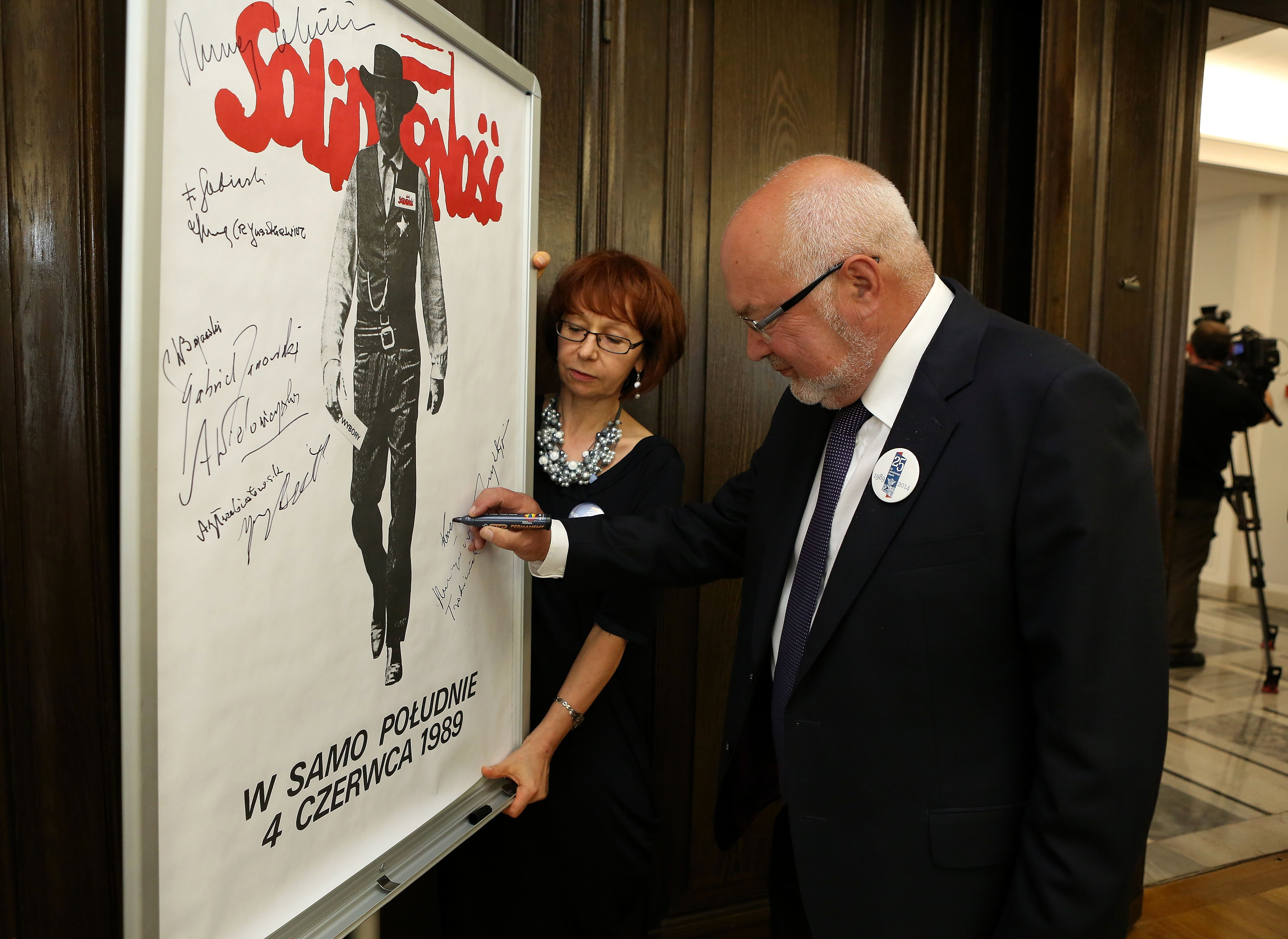
Krzysztof Pawłowski podczas spotkania senatorów I kadencji w Senacie (2014)

Krzysztof Pawłowski (ur. 26 czerwca 1946 w Nowym Sączu) – polski fizyk, polityk, senator I i II kadencji, przedsiębiorca.

## Życiorys
Ukończył studia na Wydziale Matematyki, Fizyki i Chemii Uniwersytetu Jagiellońskiego w 1969, obronił następnie doktorat w Akademii Górniczo-Hutniczej. Opublikował ponad 40 prac naukowych.
Był współzałożycielem i prezesem (od 1980 do 1987) Klubu Inteligencji Katolickiej w Nowym Sączu. W latach 80. pracował w SZEW na stanowisku kierownika laboratorium badawczego. W latach 1989–1993 zasiadał w Senacie I kadencji (z ramienia Komitetu Obywatelskiego) i II kadencji (z ramienia Partii Chrześcijańskich Demokratów, której do 1992 był przewodniczącym).
Jest założycielem Wyższej Szkoły Biznesu – National-Louis University w Nowym Sączu oraz Wyższej Szkoły Biznesu w Tarnowie. Do 2007 był rektorem tych uczelni. W 2008 objął funkcję prezydenta WSB-NLU w Nowym Sączu, do której została włączona WSB w Tarnowie. W latach 1997–1999 wchodził w skład zespołu ds. reformy szkolnictwa wyższego, od 1997 do 2000 przewodniczył Konferencji Rektorów Uczelni Niepaństwowych. Współtworzył także Business Centre Club. W latach 1993–1997 zasiadał w prezydium Krajowej Izby Gospodarczej. Wszedł w skład zarządu Polskiego Forum Akademicko-Gospodarczego. Od 2007 wchodził w skład rady nadzorczej Banku Pekao.

## Odznaczenia i wyróżnienia
- Krzyż Oficerski Orderu Odrodzenia Polski (2011)[3]
- Brązowy Medal Honorowy za Zasługi dla Województwa Małopolskiego (2012)[4]
- Nagroda Fundacji Bankowej im. Leopolda Kronenberga „Przedsiębiorczość dla rozwoju społecznego” za 2000
- Nagroda Kisiela za 2002
- tytuł honorowego obywatela Nowego Sącza (2006)[5]
- tytuł Polaka Roku w kategorii „wybitna osobowość” przyznany przez organizację pozarządową Polish Community in Ireland w Dublinie (2011)[6]